# Ardahan
Ardahan è una località della Turchia nord-orientale, capoluogo dell'omonima Ardahan, situata sul confine fra Turchia e Georgia.

## Storia
Un tempo appartenuti all'impero zarista, il distretto di Ardahan insieme a quello di Kars furono, nel 1945, oggetto di rivendicazione da parte del revisionismo staliniano dei confini stabiliti al concludersi della prima guerra mondiale. La Turchia, sentendosi minacciata, si rivolse all'ONU, facendo salire ulteriormente il clima di tensione USA-URSS che già andava profilandosi come guerra fredda.